# Паньков, Владимир
Владимир Паньков (укр. Володимир Паньків; 1896, Коломыя, Австро-Венгрия — 14 октября 1947, Загреб, Югославия) — украинский националист, майор Хорватского домобранства, командир Украинского легиона в Хорватии.

## Биография
Родился в Коломыи. Сотник УГА. Был осужден 28 февраля 1930 года в Самборе польскими властями к 15 годам тюрьмы за деятельность в рядах УВО. Освобожден в 1939 году.
Во время Второй мировой войны был командиром Украинского легиона в Хорватии, который был сформирован из украинских эмигрантов и националистов, служивших в Хорватском домобранстве.
В конце войны арестован властями СФРЮ, а 14 октября 1947 года покончил жизнь самоубийством.